# Голубі озера (Донецька область)
Голубі озера — озера в Лиманському районі Донецької області, біля річки Сіверський Донець. Популярне місце відпочинку.
Недалеко від озер знаходяться населені пункти Лиман та Щурове. Неподалік від одного з озер є станції Донецької залізниці «Колективний» і «Зелений Клин».
Озера являють собою кар'єри, які з часом наповнилися джерельною водою. Це сталося на початку 1960-х років.
Кар'єри — результат видобутку піску Краснолиманським кар'єроуправління.
На одному з озер видобуток піску ще триває.
Озера розташовані в сосновому лісі. Вода в озерах чиста.
Вода в озерах ніколи не застоюється через те, що підземні джерела постійно підтримують однаковий рівень води.
Береги спочатку були обривистими, але з часом обрушилися.
Берег порослий верболозом і очеретом.
У Голубих озерах розводять рибу